# SG Bornim
Die SG Bornim ist ein deutscher Fußballverein aus dem Potsdamer Ortsteil Bornim. Heimstätte des 400 Mitglieder starken Vereins ist die Sportanlage Bornim.

## Verein
Die SG Bornim wurde im Jahr 1927 gegründet, trat aber bereits 1928 nach einer Fusion mit Schwarz-Weiß-Grün Universum Töplitz unter der Bezeichnung BSC Bornim Schwarz-Weiß-Grün an. Der Club agierte im Havelland bis 1945 stets unterklassig, etwaige Teilnahmen an der Gauliga Berlin-Brandenburg fanden nicht statt.
1945 wurde der Club aufgelöst und als SG Bornim neu gegründet. Die SG Bornim war in der DDR eine der wenigen Sportgemeinschaften, die analog zu Concordia Wilhelmsruh, Berolina Stralau oder der SG Hohenschönhausen den Spielbetrieb ohne Trägerbetrieb absolvierten. Gegenüber Betriebssportgemeinschaften bzw. geförderte lokale Mannschaften wie den SC Potsdam, ASK Vorwärts Potsdam oder Volkspolizei Potsdam war die SG zwar nicht dauerhaft konkurrenzfähig, agierte aber zwischen 1972 und 1984 in der drittklassigen Bezirksliga Potsdam. 
Nach der Wende gelang der SG Bornim ein rascher sportlicher Aufstieg. 1991 stieg die SG in die Bezirksliga auf. In der Folgesaison durchlief Bornim die Landesliga und stieg erstmals in die Verbandsliga Brandenburg auf. In der Auftaktsaison scheiterte die zu diesem Zeitpunkt eher unbekannte SG Bornim noch an Motor Eberswalde, in der Spielzeit 1994/95 ließ sie die Aufstiegsfavoriten Viktoria Frankfurt und Babelsberg 03 überraschend hinter sich. Die Oberliga Nordost hielten die Brandenburger bis 1998 insgesamt drei Spielzeiten, wobei die SG überwiegend im Abstiegskampf agierte.
Die Verbandsliga Brandenburg hielt die SG Bornim nur noch 1998/99 mit einem neunten Rang, in der Folgesaison wurde die Sportgemeinschaft aus finanziellen Gründen vom Spielbetrieb der höchsten Klasse Brandenburgs zurückgezogen.  Im Jahr 2002 stieg die SG aus der Landesklasse ab und spielte daraufhin in der Kreisliga Havelland-Mitte. 2013 gelang die Rückkehr in die Landesklasse. In der Saison 2023/24 schaffte man als Staffelsieger der Landesklasse West den Aufstieg in die Landesliga Nord. 

## Statistik
- Teilnahme Bezirksliga Potsdam: 1972/73 bis 1983/84
- Teilnahme Oberliga Nordost: 1995/96, 1996/97, 1997/98

## Personen
- Laura Brosius